# Wolfgang Schalk
Wolfgang Schalk (* 8. April 1961 in Gleisdorf in der Oststeiermark) ist ein österreichischer Jazz-Gitarrist, Komponist und Bandleader.

## Leben und Werk
Schalk wuchs in einer Künstlerfamilie im österreichischen Prebensdorf in der Gemeinde Ilztal auf. Er besuchte dort die Volksschule und später die Hauptschule in Pischelsdorf. Während dieser Zeit nahm er zunächst vier Jahre Akkordeon-Unterricht an der Musikschule Gleisdorf und wechselte mit 15 Jahren zur klassischen Gitarre. Nach seinem Hauptschulabschluss zog Schalk nach Graz und besuchte dort die Höhere Technische Bundeslehranstalt in der Fachrichtung Kunst, wo er erstmals mit Jazz in Berührung kam. Auch lernte er dort seinen späteren Lehrer und Mentor  Franz Posch kennen, bei welchem er in Folge Privatunterricht nahm. 
Als Einflüsse nennt Schalk zu dieser Zeit die Jazz-Größen Jaco Pastorius, John McLaughlin, Wes Montgomery und Pat Martino, aber auch österreichische Gitarristen wie Harry Pepl, Karl Ratzer und Harri Stojka. In Graz spielte er in Projekten mit Arne Marsel und der Electric-Jazz Band X-Press mit Uli Rennert und Heinrich von Kalnein. Nach seinem Umzug nach Wien 1987 arbeitete Schalk einige Jahre als Studiomusiker für verschiedene Bands, allerdings füllte ihn diese Arbeit nicht aus. Schalk begann, eigene Musik zu schreiben und spielte in wechselnden Formationen mit Musikern wie Wolfgang Puschnig, Harry Sokal, Bumi Fian, Paul Urbanek, Florian Bramböck und Peter Herbert. Schalks Debüt-Album The Be Hop Hip Bop erschien 1993 auf dem österreichischen Label West East Music.
1996 reiste Schalk zum ersten Mal nach New York City zu einer gemeinsamen Aufnahmesession mit dem amerikanischen Saxofonisten Michael Brecker. Diese Begegnung bewog ihn ein Jahr später dazu, in die Vereinigten Staaten auszuwandern. Dort angekommen konnte Schalk rasch Fuß fassen und machte sich sowohl als Gitarrist als auch als Komponist einen Namen. So arbeitete er unter anderem mit Musikern zusammen wie Dave Kikoski, Rick Margitza, Jamey Haddad, Gene Jackson, Andy McKee, Ian Froman, Geoffrey Keezer, John Beasley, Helen Sung, Dave Carpenter und Marvin Smitty Smith. 
2005 unterschrieb er einen Vertrag bei Universal Music und veröffentlichte das Album Space Messengers. Seine nachfolgenden Aufnahmen wurden auf seinem eigenen Label Frame Up Music veröffentlicht, über das er heute auch Reissues seiner ersten beiden Alben vertreibt, deren Rechte er zurück erworben hat.
Schalk lebt in einem Loft in Hoboken, New Jersey und pendelt zwischen der Ostküste und seinem zweiten Wohnsitz in Los Angeles. Ähnlich wie 2016 spielte Schalk 2022 auf Europa-Tournee mehrere Konzerte in Österreich.

## Diskographie
- 2016: From Here to There (Frame Up Music)
- 2013: The Second Third Man feat. Michael Brecker [Remixed & Remastered in 2012] (Frame Up Music)
- 2012: Word of Ear (Frame Up Music)
- 2008: Wanted (Frame Up Music)
- 2005: Space Messengers (Universal Music/Frame Up)
- 2002: Rainbows in the Night (West East/ Frame Up)
- 1993: The Be Hop Hip Bop (West East/Frame Up)